# Jägeroth
Jägeroth, früher auch Jecherath, ist ein ehemaliger Ortsteil der Gemeinde Eitorf.

## Lage
Jägeroth liegt zwischen den ehemaligen Ortsteilen Schiefen und (Unten-)Roth in einer Höhe von 138 m ü. NHN. Inzwischen sind die Ortsteile alle ineinander verwachsen und gehören zum Hauptort.

## Geschichte
Bei Jägeroth handelte es sich um ein Klostergut mit 36 Morgen Acker, das erstmals 1742 mit dem Pächter Petro Patt erwähnt wurde. Weitere Pächter waren 1753 Bartholomäus Halft und Anna Margaretha, 1763 Junggeselle Arnold Heinrich Patt und 1773 Adolf Ennenbach und Katharina Klein. 1885 hatte Jägeroth einen Wohnplatz und acht Einwohner.  1901 war hier die Ackerin Witwe Peter W. Zolper als Haushaltsvorstand verzeichnet. 1925 war ein Anton Hagen hier wohnhaft. Der landwirtschaftliche Betrieb wurde bis 1972 weitergeführt.